# زینل (بیجار)
زینل (بیجار)، روستایی از توابع بخش چنگ الماس شهرستان بیجار در استان کردستان ایران است.

## جمعیت
این روستا در دهستان پیرتاج قرار دارد و براساس سرشماری مرکز آمار ایران در سال ۱۳۸۵، جمعیت آن ۹۱۲ نفر (۳۱۷خانوار) بوده‌است. زبان اهالی روستا ترکی آذربایجانی است.